# Johannes Hanssen
Johannes Hanssen (* 2. Dezember 1874 in Ullensaker; † 26. November 1967 in Oslo) war ein norwegischer Militärmusiker, Komponist und Dirigent.
Der Sohn des Organisten Ole Gunerius Hanssen trat achtjährig in die Helgøens Musikforening ein, wo er Tenorhorn und Kornett zu spielen lernte. Zugleich nahm er Orgelunterricht bei Ingmar Messelt in Hamar. 1890 wurde er Eleve der Unteroffiziersschule der 2. Brigade in Kristiania und gehörte ab 1893 zu dessen Musikkorps. Später studierte er bei Gustav Lange, Catharinus Elling und Iver Holter,1917 legte er das Examen als Militärmusik-Lehrer mit der Bestnote ab.
Im Musikkorps war er zunächst Trompeter, später Soloposaunist und brachte es im Lauf der Jahre bis zum Leutnant und Instrukteur des Korps’. 1934 trat er aus persönlichen Gründen aus dem Militärdienst aus, kehrte aber im Mai 1945 an die Spitze seines alten Korps’ zurück, das er erneut bis zum März 1946 leitete.
Daneben verfolgte Hanssen auch eine Musikerkarriere im zivilen Bereich. Er spielte seit 1893 im Grønlands Folketeater und von 1910 bis 1932 im Orchester des Nationaltheaters Kontrabass, hatte Auftritte im Tivoli und im Eldorado und war von 1946 bis 1949 Mitglied des Rundfunkorchesters.
Daneben leitete und unterrichtete Hanssen verschiedene Amateurkapellen, wirkte von 1934 bis 1950 als Inspekteur des Norges Musikkorps Forbund, unterrichtete von 1923 bis 1963 an der Norsk Korrespondanseskole und gab Kurse in Musiktheorie. Als Komponist trat er vor allem mit Militärmärschen hervor, von denen sein Opus 1, der Valdresmarsj berühmt wurde. Er wurde u. a. mit der Königlichen Verdienstmedaille in Gold und der Silbernen Trompete des Norges Musikkorps Forbund ausgezeichnet.

## Werke
- Valdresmarsj, 1904
- Bjørnedans, 1905
- Humoreske, 1912
- Festmarsj, 1924
- Østerdalsrapsodi (nach Ole Mørk Sandviks “Østerdalsmusikken”), 1949
- Olympiafanfare (zu den Olympischen Winterspielen 1952), 1951
- Honnørmarsj, 1950
- Luftforsvarets Parademarsj, 1953
- Sam Sadera, 1961